# Henri Jenfèvre
Henri Jenfèvre, aussi orthographié Henri Jeanfaivre, est un auteur de bande dessinée français né le 14 octobre 1968 à Montbéliard.

## Publications
- Albert Linette et André Chapment (1995–1999, Bamboo Édition, 2 albums, avec Olivier Sulpice)

1. J't'enrhume!
2. J't'enrhume

- Le Grand Bêtisier des déclarations d'accident, Bamboo Édition, 2 albums, avec Olivier Sulpice)

1. Tome 1, 1997[1]
2. Tome 2, 2000

- Les Foot Maniacs t. 1 : Allez les Bleus !, Bamboo Édition, avec Olivier Sulpice, 1998
- Les Gendarmes (1998–actuel, Bamboo Édition, 16 albums, avec Olivier Sulpice et Christophe Cazenove)

1. Flagrant délire !
2. Procès vert pâle !
3. Radar-dare !
4. Amende honorable !
5. Souriez, vous êtes flashés !
6. Un PV dans la marre !
7. Coffré surprise !
8. Permis cuit à point !
9. Un homme donneur !
10. Amendes à lire !
11. Ticket gagnant !
12. Tête à clic !
13. Gendarmes à feu !
14. L'imitation de vitesse !
15. Les toutous flingueurs
16. Mise à pied

- Histoires de VTT (1998, Bamboo Édition, 1 album, avec Olivier Sulpice)

1. On the rock

- Bruce Kid (1999, Bamboo Édition, 1 album, avec Olivier Sulpice)

1. L'initiation[2]

- Papy biker (2000, Bamboo Édition, 1 album, avec Olivier Sulpice)

1. Easy ridé

- Rob, Wed & Co (2001, Bamboo Édition, 1 album, scénariste avec Michel Janvier)

1. Quand les basses courent…[3]

- Moi, l'arbitre (2001, Bamboo Édition, 1 album, avec Raymond Maric)

1. Siffler n'est pas jouer

- Dirty Henry (2001–2002, Bamboo Édition, 2 albums, avec Hervé Richez)

1. Nul n'est censé ignorer ma loi[4]
2. Gros pépins à Big Apple

- Les 1000 pattes (2002, Bamboo Édition, 1 album, avec Olivier Sulpice et Christophe Cazenove)

1. Transports en tout genre

- L'Effaceur (2003–2008, Vents d'Ouest, 5 albums, avec Hervé Richez)

1. Clients et victimes, même satisfaction
2. Mieux vaut tenir que mourir…
3. À trop monter on se fait descendre
4. Ton prochain, tu ne tueras point, le suivant, par contre…
5. Qui hait, tue ?…

- Les Musicos (2004–2008, Bamboo Édition, 4 album, scénariste avec Michel Janvier)

1. Tome 1
2. Tome 2
3. Porcelaine fine
4. Tome 4

- Tuning maniacs (2005–2011, Vents d'Ouest/12 bis, 5 albums, avec Pat Perna)

1. Tome 1
2. Tome 2
3. Tome 3
4. Tome 4
5. Tome 5

- Joe Bar Team (2010, Vents d'Ouest, 1 album, avec Pat Perna)

1. Tome 7